# 격방
격방(擊棒)은 격구(擊毬)의 일종으로 장구(杖毬)와 더불어 성행한 조선 시대  공놀이다. 격방은 편을 갈라 골문을 만들고 나무 막대기로 공을 쳐 구멍에 넣는다는 점에서 오늘날 골프 또는 게이트볼과 흡사하다. 격구의 일종으로써 종종 격구나 타구(打球) 또는 봉희(棒戲) 따위로 기록되었으나 격구와 달리 장시(杖匙)가 아닌 막대기를 사용하며, 구문(毬門)이 아닌 구멍에 공을 넣는다는 것이 다르다.

## 경기 방법
경기 방법은  조선왕조실록에 있는 기록으로 알 수 있다

### 선수와 장비
- 열 명 또는 수십 명이 좌우로 나누어 승부를 겨루게 된다.
- 공[毬] - 크기는 달걀만 하며, 마노(碼碯)나 나무로 만들어졌다.
- 막대기[棒] - 소 가죽으로 만들어진 숟가락 모양 막대기는 크기가 손바닥만 하고, 자루는 두터운 대나무를 소재로 하여 만들어졌다. 가죽으로 만들어진 부분[棒皮]이 얇으면 공이 구르고 일어나지 않았으며, 그 두꺼움과 크기에 따라 명칭이 각각 달랐다.

### 와아
- 와아(窩兒)는 공이 들어가게 되는 구멍이다. 땅을 파서 주발[椀] 모양으로 만들어지며 평지에 주로 만들어졌지만 섬돌 위에도 만들어졌다. 와(窩)는 여러 가지 소재로 만들어졌는데 그에 따라 공의 움직임이 달라지기도 한다. (와는 때때로 전각(殿閣)과 전각 사이에 만들어지기도 하였다.)

### 타구와 규칙

#### 타구
- 여러 공을 치게 되는데 치는 방법에는 여러 자세로 쳤다. 서서 치거나 무릎꿇고 앉아서 치는 따위의 자세가 행해졌으며, 공은 치는 방법에 따라 다양한 위치로 움직여 나간다.

#### 규칙
1. 공이 구멍에 들어가면 점수를 내게 되며 다양한 점수제가 사용되었는데, 산가지를 이용하여 점수를 표시하였다.
2. 점수는 한 번에 공을 쳐 와에 들어가면 2점, 공이 멈춘 자리로부터 두세 번 쳐서 들어가면 1점을 얻게 된다.
3. 한 번 쳐서 들어가면 다른 공은 두 번 치지 못한다. (비례하여 늘어남.)
4. 두 번째 치는 공부터는 다른 공과 부딪히면 죽는다.

### 그 밖에[출처 필요]
- 와아(窩兒)에 공이 들어가면 다음 와아로 이동, 20점으로 경기종료. (총 점수로써 와아는 대략 10개로 정도로 추정.)
- 첫 공은 기(基)라고 하는 지점에서 시작하며, 여기에서 60보(약45m)~100보(약75m) 정도 거리의 와아를 목표로 함.

※출처가 없어 확실치 않으나 기록은 해둠.

## 역사 속 격방
- 조선에서는 경신일(庚申日)에 밤을 세는 풍습이 있었는데, 이는 도교적 믿음에 따라 경신일 날 삼시충으로부터 몸을 보호하기 위함이었다. 때문에 이를 위하여 세종과 같은 임금은 밤세 격구를 하며 날을 세었다.[4]
- 16세기 이후로 격방의 기록은 사라진다.

## 같이 보기
- 격구
- 장구